# Ryan Carnes
Ryan Carnes (Pittsfield (Illinois), 6 december 1982) is een Amerikaanse acteur. Hij studeerde aan de Duke University waar hij in een band speelde.
Carnes was de negende acteur die Lucas Jones speelde in de soapserie General Hospital vanaf juli 2004 tot september 2005. Toen hij General Hospital verliet werd hij opgevolgd door Ben Hogestyn.
Sinds 2005 had Carnes een terugkerende rol in Desperate Housewives als Justin, de liefde van Andrew Van De Kamp (Shawn Pyfrom).
Carnes speelde ook in de film Eating Out waarin hij naakt te zien is, ook speelde hij in de film Surf School.